# Total Madness – The Very Best of Madness
Albums de Madness
Madstock!
(1992) The Heavy Heavy Hits
(1998)
Total Madness – The Very Best of Madness est une compilation de Madness, sortie le 9 septembre 1997 uniquement aux États-Unis et au Canada.

## Liste des titres
| No  | Titre                                | Album original     | Durée |
| --- | ------------------------------------ | ------------------ | ----- |
| 1.  | Our House                            | The Rise & Fall    | 3:20  |
| 2.  | It Must Be Love                      | Single             | 3:18  |
| 3.  | Tomorrow's (Just Another Day)        | The Rise & Fall    | 3:09  |
| 4.  | Shut Up                              | 7                  | 4:04  |
| 5.  | Grey Day                             | 7                  | 3:38  |
| 6.  | The Sun and the Rain                 | Single             | 3:30  |
| 7.  | Wings of a Dove (A Celebratory Song) | Single             | 3:01  |
| 8.  | Michael Caine                        | Keep Moving        | 3:42  |
| 9.  | One Better Day                       | Keep Moving        | 4:06  |
| 10. | Uncle Sam                            | Mad Not Mad        | 3:06  |
| 11. | Yesterday's Men                      | Mad Not Mad        | 4:07  |
| 12. | One Step Beyond                      | One Step Beyond... | 2:17  |